# 坎皮略德亚尔托武埃
坎皮略德亚尔托武埃，是西班牙卡斯蒂利亚-拉曼恰昆卡省的一个市镇。总面积172平方公里，总人口1676人（2001年），人口密度10人/平方公里。